# گیلار اوراسیایی
گیلار اوراسیایی یا گیلار یا زرکا یا مرغابی سوتکش (نام علمی: Anas penelope) (در گذشته Mareca penelope) یکی از سه گونهٔ مرغابیان پهنه‌چین از تیرهٔ مرغابیان است.
پرنده نر گیلار با سر بلوطی رنگ پیشانی و تارک زرد مایل به نخودی، بدن خاکستری و سینه صورتی رنگ شناخته می‌شود.
نشانه‌های تشخیص آن در حال پرواز، قسمت‌های پهن و سفید جلوی بال، شکم سفید و انتهای سیاه بدن می‌باشد. در دوران تولک شبیه ماده ولی پررنگ‌تر است و با داشتن شانه‌های سفید از آن مشخص می‌گردد.
نسبت به مرغابی سرسبز، در اندازه کوچک‌تر، منقار خیلی کوچک، سر گردتر، دم نوک‌تیز و پر و بال قهوه‌ای مایل به خرمایی است.
پروازش سریع است و به‌طور مستقیم از سطح آب برمی‌خیزد، به راحتی در خشکی راه می‌رود و می‌دود.
زمستان‌ها در دریاچه‌ها، خورها و آب‌های کم عمق ساحلی. اغلب گله‌های آن‌ها در کشتزارها در حال چریدن دیده می‌شوند.
این پرنده دارای نوک کوچک و کوتاه است. پرندهٔ نر دارای سر و گردن قهوه‌ای رنگ بوده که در بالای سر کرم رنگ می‌شود. ساق پا خاکستری متمایل به سیاه است. نوک کوچکش آبی رنگ و لبه اش سیاه رنگ است. خوراک اصلی این اردک بیش‌تر از گیاهان آبزی است. بال آن‌ها نوک تیز و دم آن‌ها کوتاه می‌باشد. سرشان گرد و کوچک است این اردک را به خاطر دارا بودن صدایی سوت وار، اردک سوت کش می‌گویند. ماده‌ها در هر دوره تخم‌گذاری تا ۱۲ تخم به رنگ زرد و روشن (کرم رنگ) می‌گذارند. زندگی شان به‌طور دسته جمعی است و زمستان‌ها در مرداب انزلی دیده می‌شوند. محدودهٔ زیست آن‌ها شمال شوروی، سیبری، سوئد، نروژ.

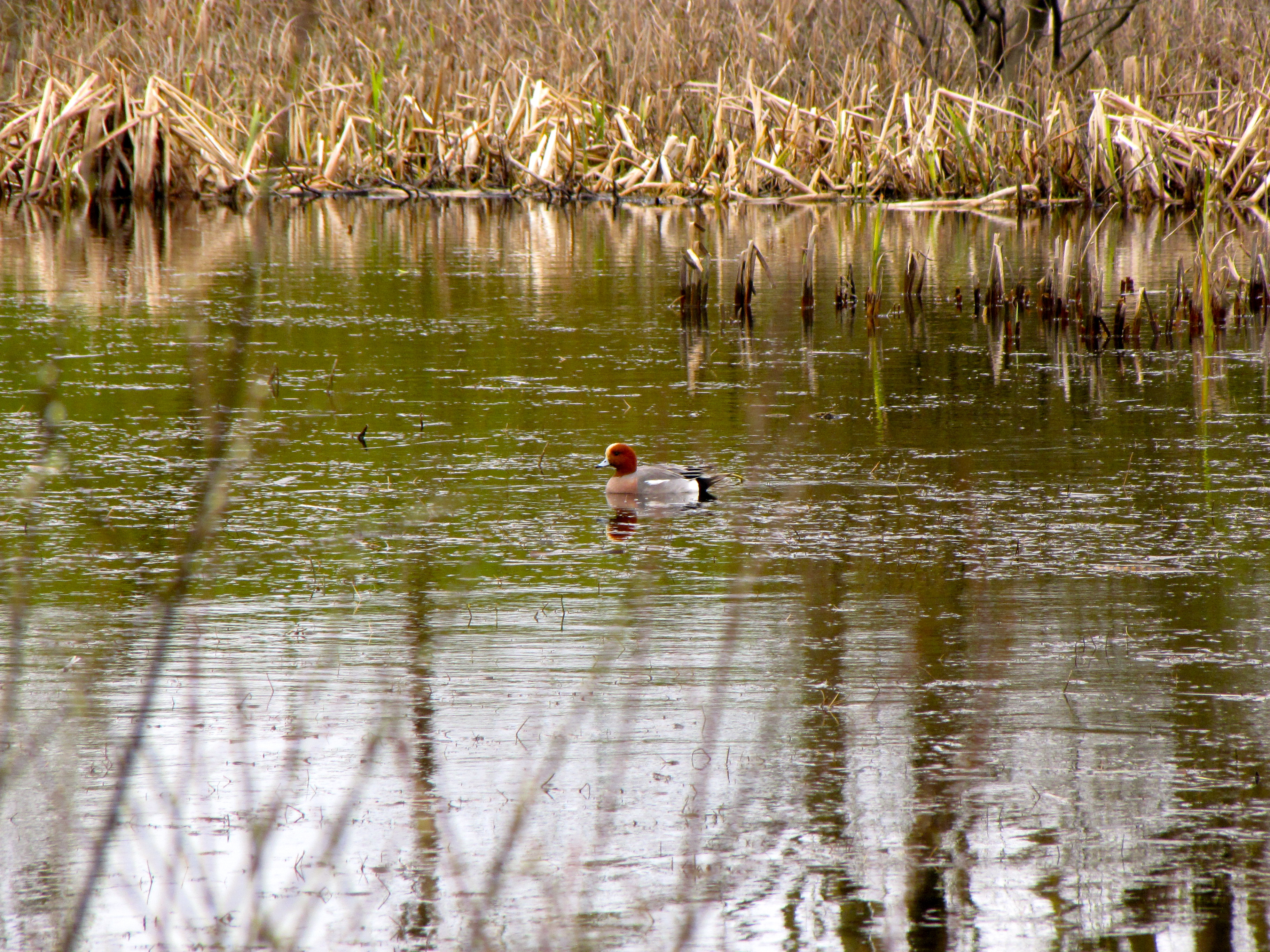
یک گیلار نر در باتلاقی در ایرلند

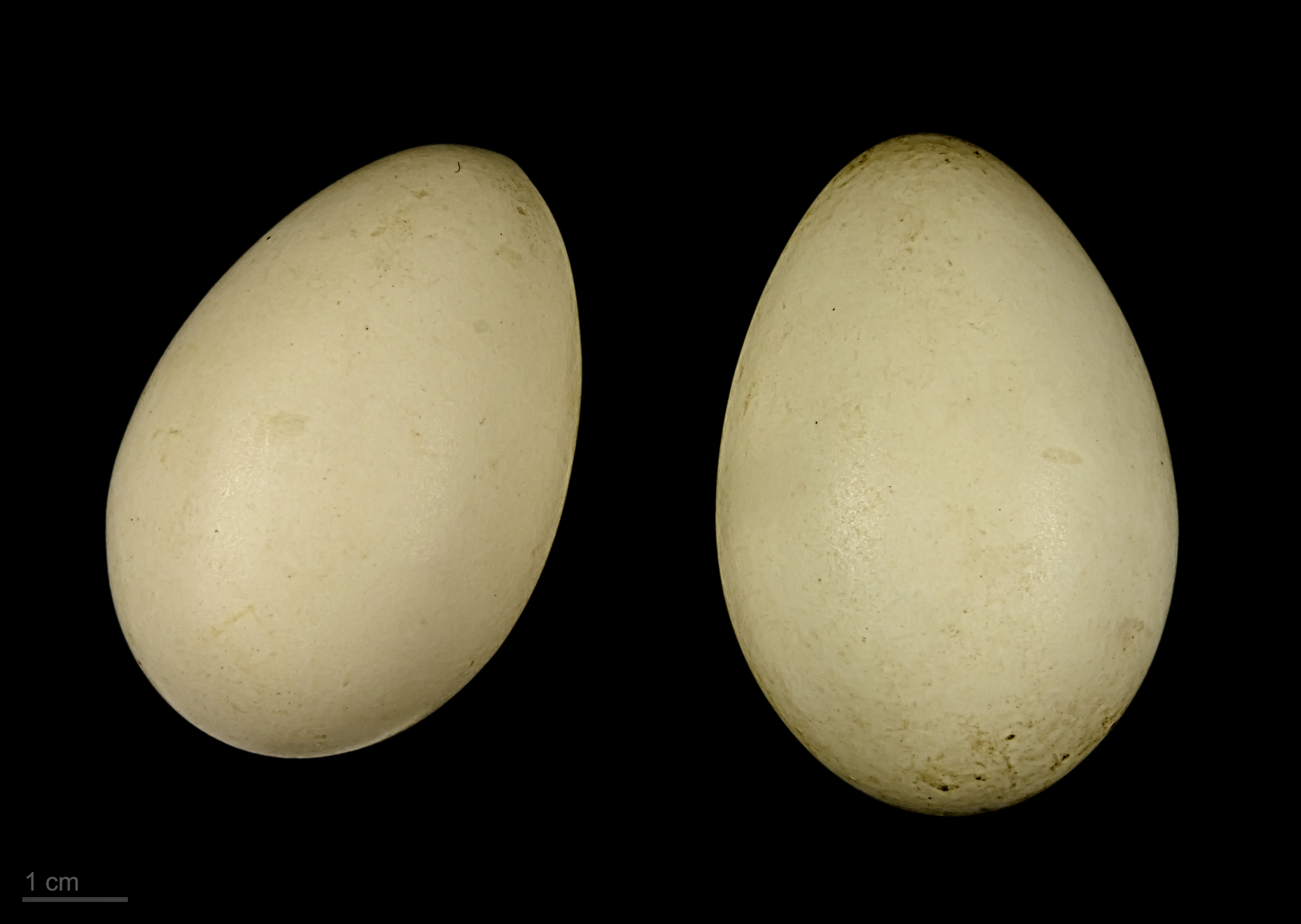
Mareca penelope